# GraySOUNDzone
「graySOUNDzone」（グレイサウンドゾーン）は、日本のバンドBACK DROP BOMBのメジャー3枚目のシングルである。2006年3月22日発売。発売元はトイズファクトリー。

## 概要
- 前作から約5年ぶりとなるシングル。
- シングルタイトルは「graySOUNDzone」であるが、1曲目のタイトルは「graySONGzone」である。
- PV監督は島田大介。

## 収録曲
1. graySONGzone(5:06)
作詞・作曲・編曲：BACK DROP BOMB
2. Boogie And Swerve krazy Parlor Soda Mix(3:50)
作詞・作曲・編曲：BACK DROP BOMB
3. graySONGzone CICADA RMXX(4:37)
作詞・作曲・編曲：BACK DROP BOMB

## 収録アルバム

### graySONGzone
- オリジナル『breakdawn』（2006年7月19日）
- ベスト『THE BDBEST』（2009年3月11日）

### Boogie And Swerve
- オリジナル『breakdawn』（2006年7月19日）
- ベスト『THE BDBEST』（2009年3月11日）